# Colegio Mayor Belagua
El Colegio Mayor Belagua es un Colegio Mayor de la Universidad de Navarra, fundado en Pamplona en 1962, y promovido por la Prelatura del Opus Dei.

## Historia
En 1960 fue colocada la primera piedra del campus de la Universidad de Navarra, con motivo de la construcción del Edificio Central y de los Colegios Mayores Belagua y Goimendi. En 1962 se inauguran los primeros edificios del actual campus de la Universidad.
El Colegio Mayor Belagua comienza su andadura en el curso 1962/63, cuando todavía los estudiantes acudían a las clases en el centro de Pamplona (Cámara de Comptos y actual Museo de Navarra). En el curso 1965/66 se inaugura la Fase 2 del Colegio Mayor. 
Con el fin de ofrecer un mayor número de plazas de colegiales, y a un precio más económico, se construyeron dos torres dotadas de una equipación básica (doscientos dormitorios individuales): Torre 1 (marzo de 1968) y Torre 2 (septiembre de ese año). En un principio, las torres eran únicamente dormitorios, ya que la vida colegial se hacía en las dos Fases, donde se contaba con más zonas comunes. Actualmente el Colegio Mayor Belagua consta de cuatro sedes: Fase 1, Fase 2, Torre 1 y Torre 2, todas ellas obra del arquitecto Ignacio Araujo.
Josemaría Escrivá de Balaguer inspiró y promovió este colegio mayor. El fundador del Opus Dei mantuvo diversos encuentros en el salón de actos del colegio mayor en los años 1964, 1967, 1968, 1972 y 1974.
En 1998, el cardenal Ratzinger, futuro Benedicto XVI se alojó en el Colegio Mayor, con motivo de su nombramiento como Doctor Honoris Causa por la Universidad de Navarra.
En 2022 comenzaron las obras para reformar las dos torres. El proyecto tiene una duración de varios años. La reforma está siendo llevada a cabo por el arquitecto Rubén Labiano, y se ha diseñado en tres fases: 1. Construcción de un nuevo edificio situado entre las dos torres, que dispondrá de un servicio de comedor y cocinas propias; 2. Reforma de las torres para dotar de baño completo a todas las habitaciones y mejorar los valores medioambientales de sostenibilidad, eficiencia y seguridad; 3. Se dotará a las torres de servicios comunes de capilla, biblioteca, aula y habitaciones senior.

## Programa educativo

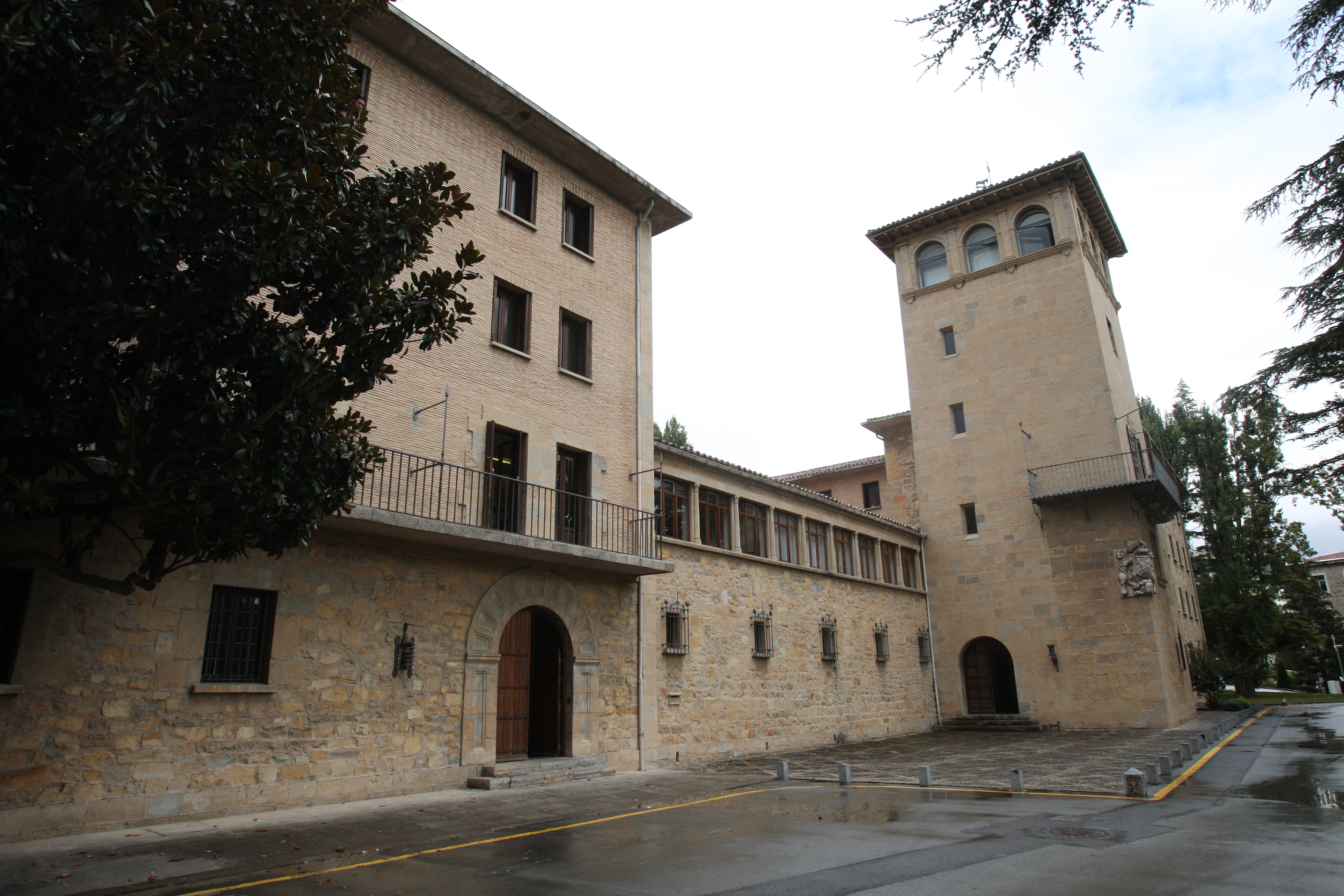
Fase 1 (izd.) y Fase 2 (dch.) (C.M. Belagua)

El programa educativo del colegio mayor se asienta en cuatro pilares: formar buenos profesionales a través del estudio y de la profundización del conocimiento; crear universitarios con visión amplia y espíritu crítico, conocedores del Arte, la Ciencia y las Letras; favorecer el desarrollo personal de cada colegial; y fomentar la generación de vida y actividad universitaria por parte de los propios colegiales.

### Arte, Ciencia y Letras
Anualmente se desarrolla un programa de actividades como fruto de los intereses e iniciativas de los colegiales. Podemos destacar los recitales poéticos con invitados como: Julio Martínez Mesanza, José Julio Cabanillas, Rocío Arana, Carmelo Guillén, José Mateos, Juan Andrés García Román o Marcela Duque entre otros; los conciertos con solistas como el pianista Emmanuel Ferrer-Laloë, diversos ensembles como JORCAM, Kahlo o Tylman Susato, o las interpretaciones de la Orquesta Académica de Madrid.
El Colegio Mayor organiza desde 2010 un Concierto Solidario de los Universitarios. En marzo de 2019 se interpretó en el auditorio del Baluarte la Sinfonía número 2 en Do menor, Resurrección, de Gustav Mahler, bajo la dirección de Íñigo Pírfano, con el Orfeón Donostiarra, la Orquesta Reino de Aragón, la mezzosoprano María José Montiel y la soprano Carmen Solís. La recaudación se destinó a la Fundación CORE, que trabaja por la integración inmigrantes en la Comunidad Foral.   
La Puerta Gótica es una iniciativa de arte, promovida por colegiales de Belagua, con la colaboración del pintor y escultor Javier Santurtún. Se trata de un espacio expositivo de arte contemporáneo que pretende acercar el arte a la vida cotidiana de los universitarios. Entre otros, han expuesto sus obras: Juan José Aquerreta, Antonio Oteiza, Fermín Alvira, Maite Canto, Luz Estefanía, Alba Lorente Hernández, José Jesús Lorenzo, Juan de la Rica, Héctor Urra, Javier Santurtún  o Lupe de la Vallina. La Puerta Gótica, a diferencia del resto de salas expositivas de Navarra, está dirigida por un universitario, durante un periodo de cuatro años.
Entre las iniciativas de divulgación científica cabe destacar los ciclos de conferencias Una ciencia abierta a los demás, que ha contado con invitados como: María Blasco, Lluís Montoliu, o Rosa Menéndez; o los coloquios con científicos como Francis Mojica, John Hedley Brooke, César Nombela o José Gabriel Funes.  
Cada verano, desde 1982, se organizan las Jornadas Universitarias de los Pirineos que reúnen en torno a doscientos estudiantes y profesores de alrededor de diversas universidades.

### Acción Solidaria
El Colegio Mayor Belagua realiza a lo largo del año una labor de voluntariado centrada en el apoyo escolar a inmigrantes, la atención a discapacitados, y personas en situación de vulnerabilidad. Estas actividades se realizan en diversos centros de Pamplona y se coordinan a través del banco de tiempo Tantaka. También organiza anualmente la Olimpiada Solidaria de Estudio, una iniciativa de la ONGD Coopera en colaboración con la Casa de la Juventud y otras entidades navarras.

## Tradiciones del Colegio Mayor

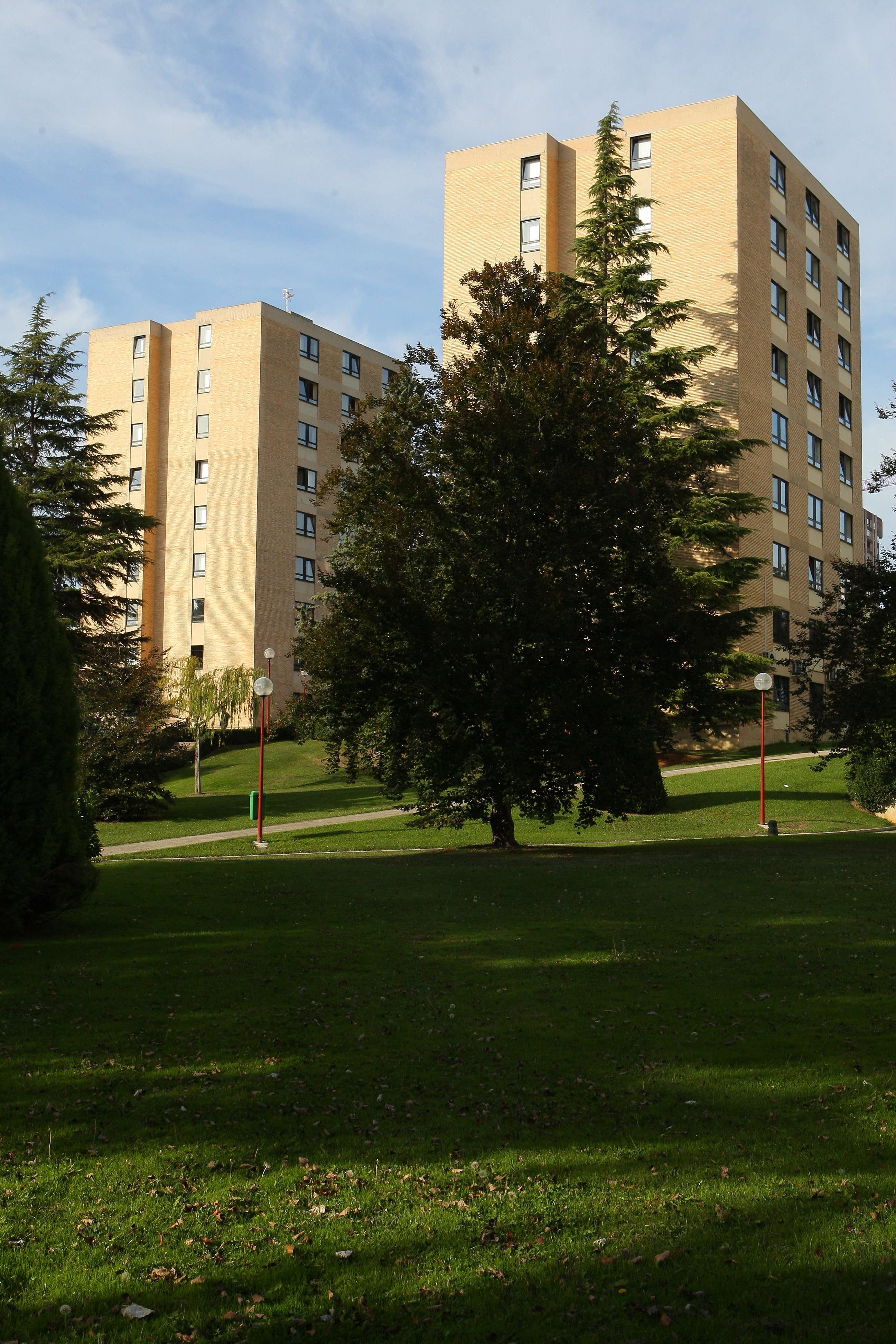
Torre 1 y Torre 2 (Colegio Mayor Belagua).

Las principales tradiciones del Colegio Mayor son:
- Apertura de Curso (septiembre)
- Corona de Adviento (los cuatro domingos anteriores al día de Navidad)
- Fiesta de Navidad (semana anterior al 25 de diciembre)
- Imposición de Becas a los nuevos colegiales mayores (de tercer año) (febrero-marzo)
- Fiesta de san José, patrono del Colegio Mayor. Se celebra con el torneo deportivo Trofeo Belagua y la quema de una falla. (19 de marzo)
- Clausura de Curso, con imposición de Becas de Honor (abril)

## Residentes Ilustres del Colegio Mayor
Entre otros, han pasado por el Colegio Mayor Belagua, las siguientes personalidades:
- Emilio Cuatrecasas, abogado español. Fundador de Cuatrecasas.
- Pedro Miguel Echenique, físico español. Premio Príncipe de Asturias.
- Enrique García-Máiquez, poeta, crítico literario, escritor, profesor, columnista y traductor español.
- Juan Vicente Herrera, político español. Presidente de la Junta de Castilla y León (2001-2019)
- Juan José Laborda, político español. Presidente del Senado (1989-1996).
- Jesús Loza, político español. Delegado del Gobierno en el País Vasco (2018-2020).
- Pedro Morenés Eulate, político español. Ministro de Defensa (2011-2016).
- Rafael Navarro-Valls, jurista español. Vicepresidente de la Real Academia de Jurisprudencia y Legislación de España.
- Ramón Pérez-Maura, periodista español. Director adjunto del diario ABC.
- Pedro J. Ramírez, periodista español. Fundador del diario El Mundo.
- Rodrigo Sánchez-Bayona, oncólogo médico e investigador especialista en cancer de mama. Secretario Científico SEOM y miembro de Comité de ESMO.[46]

## Publicaciones
- AA.VV., Poesía en Belagua, C.M. Belagua, Pamplona, 2019, 77 pp., ISBN: 9788409087105.
- Antonio Oteiza, San Josemaría Escrivá de Balaguer, C.M. Belagua, Pamplona, 2019, 32 pp., ISBN: 978-84-09-12137-3
- Ludwing Landazábal, Manolo Cruz (eds.), Cuaderno blanco: relatos para la Navidad, C.M. Belagua- Relatos Minerva, Pamplona, 2019, 117 pp. ISBN: 978-84-09-15853-9.
- Marcos Taboada, Álvaro Dawid de Vera, Cuaderno rojo: relatos originales Colegio Mayor Belagua, C.M. Belagua, Pamplona, 2018, 97 pp., ISBN: 9788469796351.
- La Puerta Gótica, espacio de arte: memoria 2014/2017, C.M. Belagua, Pamplona, 2017, 48 pp.
- Francisco Ponz Piedrafita, 50 años de la ermita del campus de la Universidad de Navarra, C.M. Belagua, Pamplona, 2016, 79 pp.